# Зависання штанг
Зависання штанг — у нафто- газовидобуванні, свердловинних технологіях — явище відставання низхідного руху колони насосних штанг від руху головки балансира верстата-качалки при відкачуванні високов'язкої (понад 500 мПа•с) нафти видобувної.